# Tephrina granitalis
Tephrina granitalis är en fjärilsart som beskrevs av Butler 1883. Tephrina granitalis ingår i släktet Tephrina och familjen mätare. Inga underarter finns listade i Catalogue of Life.